# Spelunca-Schlucht

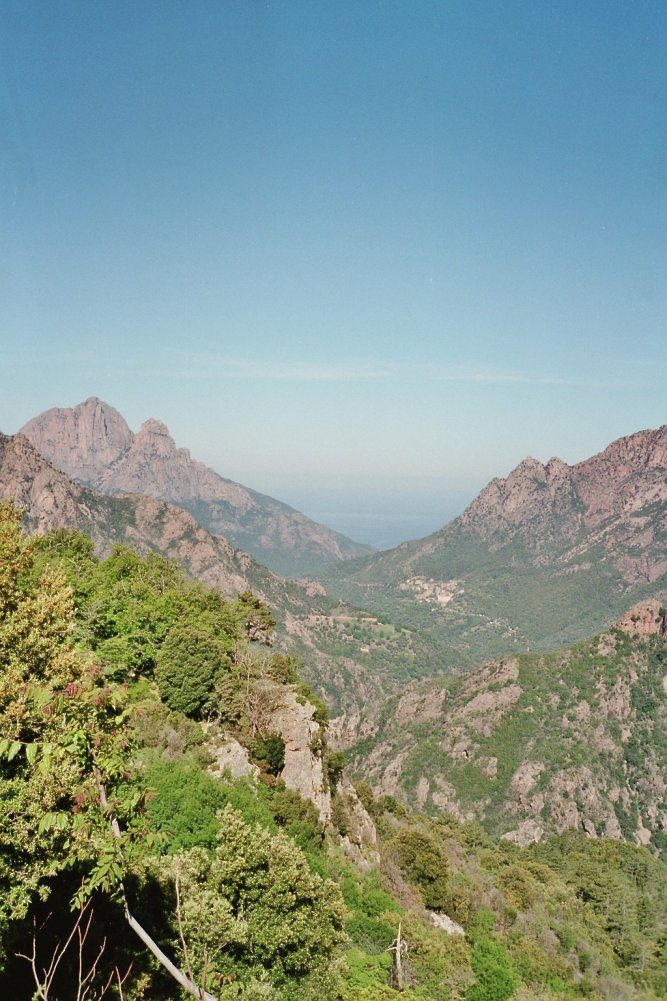
Die Spelunca-Schlucht mit Blick auf das Meer

Die Spelunca-Schlucht befindet sich auf der französischen Insel Korsika auf der Westseite des Col de Vergio. Entlang des Grundes der Schlucht zieht sich ein Wanderweg, während sich die eigentliche Passstraße in einigen hundert Metern Höhe über den Talgrund erhebt. Nur zu Fuß erreichbar ist eine architektonische Attraktion, die mittelalterliche Genueser-Brücke „Ponte a Zaglia“. Am Ende der Schlucht liegt der Ort Ota, zu dessen Gemeindegebiet auch der bekannte Küstenort Porto gehört. 